# Мурав'янка рудогорла
Мурав'янка рудогорла (Gymnopithys rufigula) — вид горобцеподібних птахів родини сорокушових (Thamnophilidae). Мешкає в Південній Америці.

## Опис
Довжина птаха становить 15 см. Верхня частина тіла коричнева, лоб чорнуватий, горло руде. Навколо очей кільця голої блакитнуваої шкіри. У самців на спині є біла пляма, у самиць вона рудувато-коричнева або руда.

## Таксономія
Рудогорла мурав'янка була описана французьким натуралістом Жоржем-Луї Леклерком де Бюффоном в 1779 році в праці «Histoire Naturelle des Oiseaux» за зразком з Каєнни (Французька Гвіана). Науково вид був описаний в 1783 році, коли голландський натураліст Пітер Боддерт класифікував його під назвою Turdus rufigula у своїй праці «Planches Enluminées».

## Підвиди
Виділяють три підвиди:
- G. r. pallidus (Cherrie, 1909) — південна Венесуела;
- G. r. pallidigula Phelps & Phelps Jr, 1947 — тепуї на крайньому південному заході (Піка-Явіта-Пімічін);
- G. r. rufigula (Boddaert, 1783) — крайній схід Венесуели (басейн річки Куюні), Гвіана і північно-східна Бразилія (на північ від Амазонки, від Ріу-Негру на схід до Амапи).

## Поширення і екологія
Рудогорлі мурав'янки мешкають у Венесуелі, Гаяні, Французькій Гвіані, Суринамі і Бразилії. Вони живуть в підліску вологих рівнинних тропічних лісів. Зустрічаються на висоті до 1200 м над рівнем моря. Рудогорлі мурав'янки слідують за бродячими мурахами, живлячись комахами та іншими безхребетними, що тікають від мурах. 